# 广东省肇庆监狱
广东省肇庆监狱是广东省监狱管理局下属的监狱，位于广东省肇庆市四会市城中街道城北社区汶塘路一号。
肇庆监狱的历史最早可追溯至广东省第一监狱。1962年10月，从广州西村迁至肇庆专区怀集县汶塘山区。1980年，更名为广东省怀集监狱。2017年5月，更名为广东省肇庆监狱。其后，监狱由旧址（怀集县汶朗镇汶塘街一号）整体搬迁至四会市的新址。7月27日，肇庆监狱正式启用。
监狱共设7室2中心，3个企业部门，9个监区。2018年时，在国家统计局网站中，监狱辖区以“广东省肇庆监狱类似居委会”之名列入广东省四会监狱所属的类似乡级单位——广东省济广监狱。